# Boi Morto
Boi Morto és un barri de la ciutat brasilera de Santa Maria, Rio Grande do Sul. El barri està situat al districte de Sede.

## Villas
El barri amb les següents villas: Boi Morto, Rincão dos Bentos, Vila Boi Morto, Vila Cauduro, Vila Querência, Vila Santa Catarina.

## Galeria de fotos

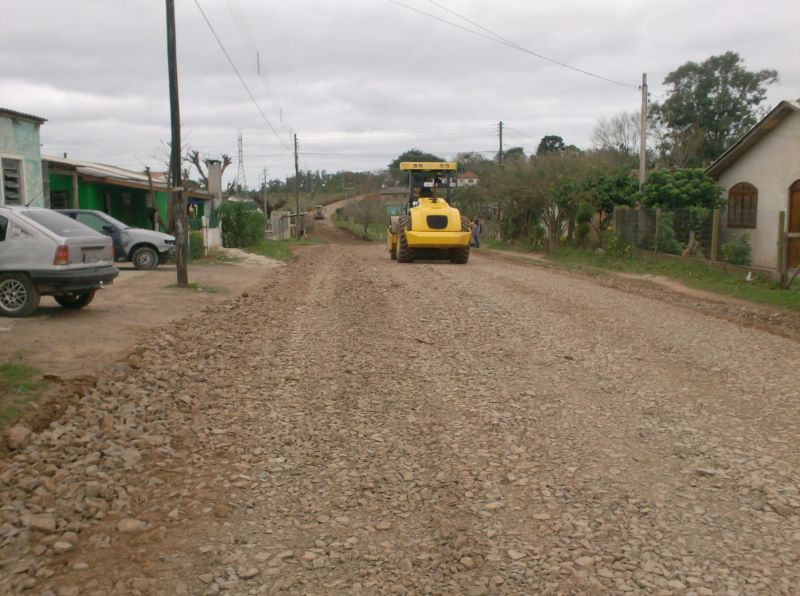

| Tancredo Neves Boca do Monte São Valentim | Tancredo Neves / Pinheiro Machado | São João                |
| São Valentim                              |                                   | Renascença São Valentim |
| São Valentim                              | São Valentim                      | São Valentim            |